# 太仓港区
港区是中华人民共和国江苏省苏州市太仓市下辖的一个类似乡级单位。2013年6月，太倉港區三期工程通過驗收。

## 行政区划
下辖以下地区：
高埝社区、茜胜社区和杨林村。